# Cinemax
Cinemax è un'emittente televisiva via cavo statunitense di proprietà della Warner Bros. Discovery, nonché canale "fratello" di HBO.
Lanciato dalla Home Box Office Inc nel 1980 come risposta al canale fratello di Showtime The Movie Channel. La programmazione si è presto contraddistinta con un target prevalentemente maschile, composta prevalentemente da film classici, d'azione, horror e softcore, questi ultimi trasmessi anche di giorno. Dal 2001 ha iniziato a dare più spazio a film di altri generi, compresi blockbuster e film indipendenti, mentre dal 2011 ha iniziato a trasmettere serie televisive originali non softcore. Tra le prime prodotte figurano Strike Back e Banshee.
Al 2013 risultava ricevibile da poco più di 20 milioni di abbonati, pari al 18% circa delle famiglie statunitensi.

## Lista di programmi originali

### Programmazione attuale

#### Max After Dark
- Lingerie (2009-in corso)
- Skin to the Max (2011-in corso)
- Topless Prophet (2014-in corso)
- Working Girls in Bed (2013-in corso)

### Programmazione passata

#### Drammi
- Max Headroom (film: 1985; serie: 1987-1988)
- Hunted (2012)
- Strike Back (2011-2020)
- The Knick (2014-2015)
- Banshee - La città del male (2013-2016)
- Outcast (2016-2018)
- Quarry - Pagato per uccidere (2016)
- Warrior (2019-2020)
- Jett - Professione ladra (2019)

#### Max After Dark
- Hotel Erotica (2002-2003)
- Femme Fatales - Sesso e crimini (Femme Fatales) (2011-2012)
- Chemistry - La chimica del sesso (Chemistry) (2011)